# Eudule atrimorsa
Eudule atrimorsa är en fjärilsart som beskrevs av Paul Dognin 1902. Eudule atrimorsa ingår i släktet Eudule och familjen mätare. Inga underarter finns listade i Catalogue of Life.